# Kiosk
Kiosk és un entorn de treball que permet restringir les capacitats de l'entorn KDE. Originalment va ser dissenyat per a ordinadors que servissin com a punts d'accés públic a Internet. Aquests ordinadors solen necessitar un entorn molt controlat per evitar que l'usuari realitzi accions que d'alguna manera puguin ser perjudicials.
Kiosk també és útil en entorns empresarials on cal restringir les accions dels usuaris als usos permesos, així com gestionar la configuració de grans quantitats de màquines.